# Jättemoafåglar
Jättemoafåglar (Dinornithidae) är en familj utdöda flygoförmögna fåglar i ordningen moafåglar. Familjen omfattar två arter i det enda släktet Dinornis som tidigare förekom i Nya Zeeland.

## Arter
- Nordöjättemoa (Dinornis novaezealandiae)
- Sydöjättemoa (Dinornis robustus).